# Zell am Harmersbach
Zell am Harmersbach egy város Németországban, azon belül Baden-Württembergben és az Ortenaui járásban. A település a Fekete-erdő nyugati szélén helyezkedik el. Zell a Német-Római Birodalom legkisebb szabad császári városa volt, de akkoriban nagyobb területű volt mint a nála népesebb Offenburg városa. Lakosainak száma 8295 fő (2023. december 31.).

## Földrajza

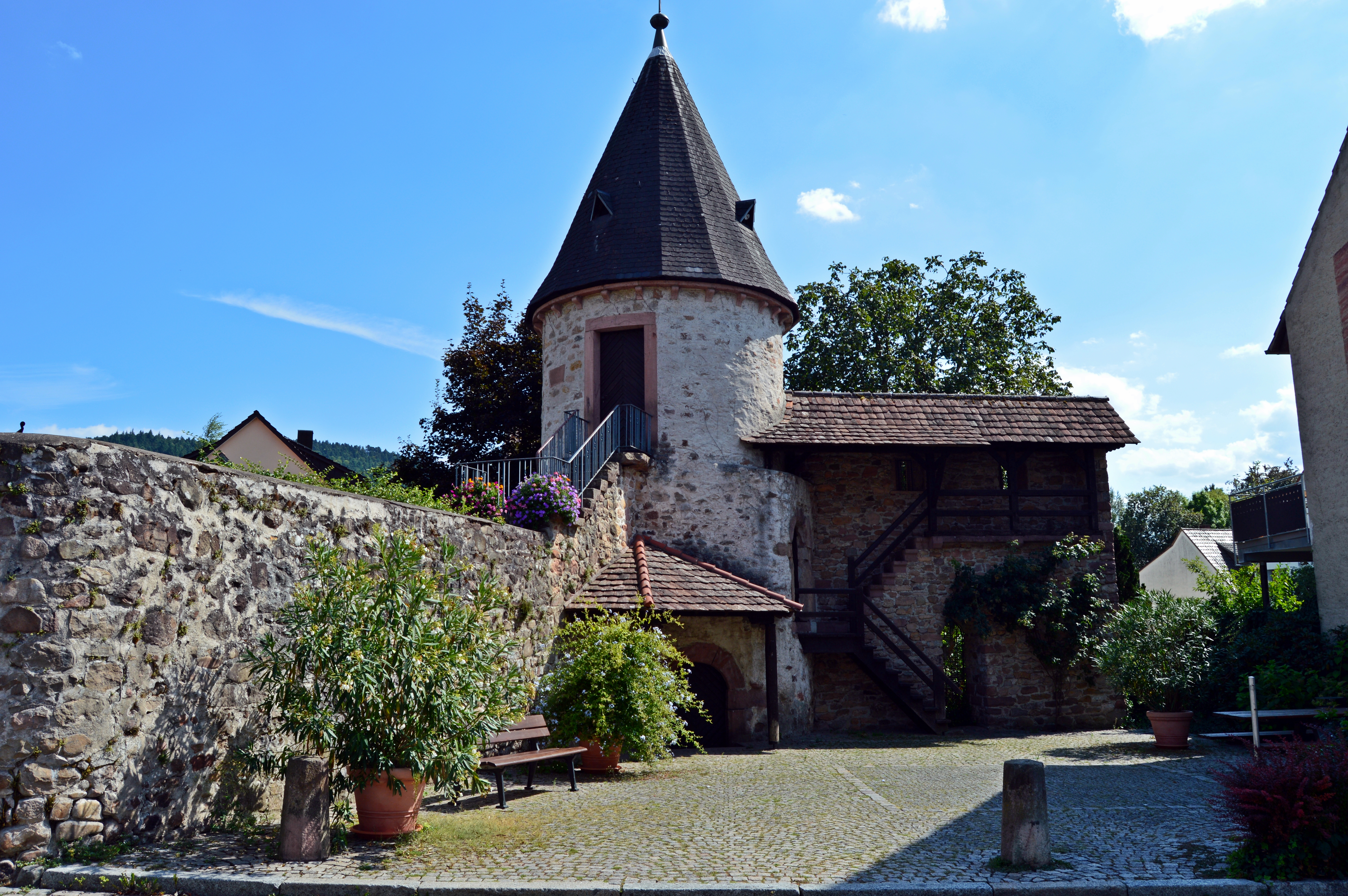
A Hirschturm, magyarul: szarvastorony

### Elhelyezkedése
A Zell a 16 km hosszú Harmersbach völgyének alsó végén található, amelytől balra indul a település nyugati szélén az észak-északkeletre fekvő 15 km hosszú Nordrach völgy.
A város területe magában foglalja az északi Nordrach völgy alsó részét, az északkeleti Harmersbach völgyét és a délnyugati Erlenbach és Entersbacher Dorfbach völgyeinek legnagyobb részét. Délkeleti és nyugati határa nagyjából a vízválasztó hegyvonulatokon fut a Kinzig-völgyben.
A város legmagasabb pontjai a délkeleti szélén helyezkednek el, itt található a 880 m magas Nills és a 890 m magas Brandenkopf csúcsai. A legalacsonyabb pontja az Erlenbach torkolatához közel helyezkedik el, valamivel több mint 190 méterrel a tengerszint felett.

### Szomszédos települések
A város északon Nordrach, északkeleten Oberharmersbach, délkeleten Fischerbach, délen Haslach, délnyugaton Steinach, nyugaton Biberach míg északnyugaton Gengenbach településekkel határos.

### A város részei
Zell am Harmersbach városa, a korábban független Unterharmersbach, Unterentersbach és Oberentersbach települések egyesítéséből jött létre, valamint Zell am Harmersbach városához tartozik további 50db a külterületen elhelyezkedő ház és további építmények.

## Története

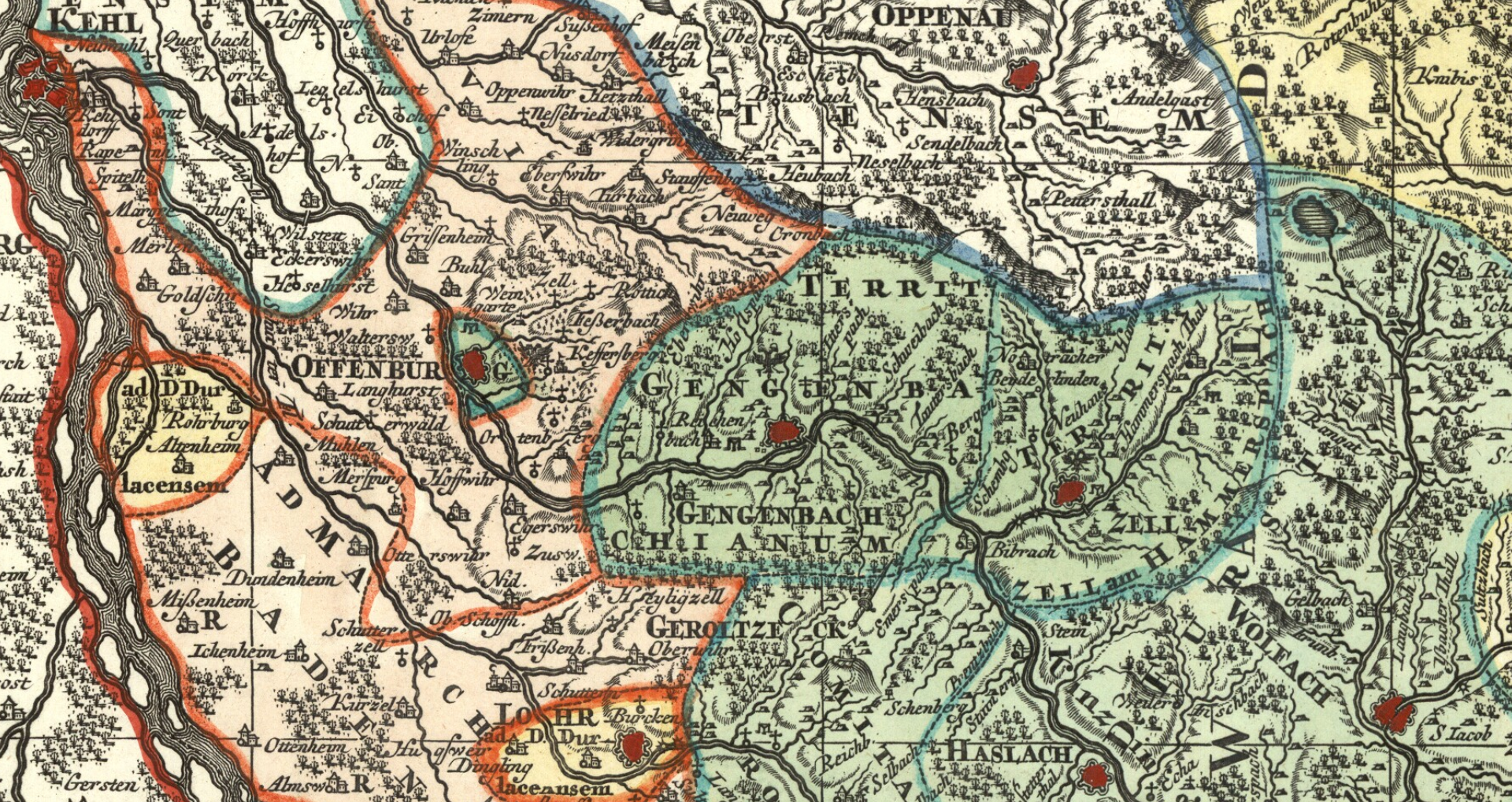
A császári Zell am Harmersbach egy 18. századi térképen.

A Zell a Gengenbach-kolostor birtoka volt. Először 1139-ben említik a várost. Később a Zähringer család kapta meg a települést, a család kihalása után a város Stauf-ház birtokába került. Ezek után a strasbourgi egyházmegyének a tulajdona volt, 1334-től a Badeni őrgrófság fennhatósága alá esett. A 14. század végén azonban Zell közvetlenül kapcsolódott a birodalomhoz, és császári várossá vált. Ekkoriban azonban folyamatosan ellen kellett állnia az osztrákok támadási kísérleteinek, hogy elfoglalják az Ortenaui térséget, hogy később beilleszthessék a Habsburg birodalomba. Zell itt támogatást kapott a szomszédos császári városoktól, Gengenbachtól és Offenburgtól a harchoz.
1718-ban a Zell körüli Harmersbach-völgy függetlenné vált a várostól. A Birodalom közigazgatásának az újraszervezésének köszönhetően Zell 1803-ban elvesztette Szabad Császári Város státuszát, és a badeni választókerületbe került.
1904-ben egy nagy tűzvész több favázas házat is elpusztított a város központjában. Az alsó főutca északi oldalát ezután az erre az időszakra jellemző szecessziós stílusban építették újra. Ez a házsor az egységességének szempontjából példaértékűnek tekinthető a 20. század elején. Zell am Harmersbach a Wolfach kerületbe tartozott hosszú ideig. Amikor feloszlott, a város az újonnan alakult Ortenaui járásba került 1973-ban. A mai várost 1975. január 1-jén alakították ki újból, Zell am Harmersbach városának Unterharmersbach-tal való egyesülésével. Ugyanakkor Unterentersbach települést is beépítették az új városba. Oberentersbach-ot a Zell am Harmersbachba történő beillesztésére 1974. január 1-jén került sor.

### Településrészek

#### Oberentersbach
Oberentersbachot először 1111-ben említik. 1803-ban a települést egyesítették Unterentersbach-tal, hogy új közösséget hozzanak létre. A két falu 1851-ben újból függetlenedet egymástól.

#### Unterentersbach
Unterentersbachot először 1075-ben említik. A császári városi korban Unterentersbach Zell része volt. 1803-tól 1851-ig Unterentersbach és Oberentersbach egyesültek egymással. Ezekután Unterentersbach 124 évig önálló település volt, amíg 1975-ben egyesült a Zell városával.

#### Unterharmersbach
Unterharmersbachot először 1139-ben említik. 1200-ban a hely a bambergi egyházmegye része lett. Majd1367-től a Zähringenek később Fürstenberg grófokhoz végül a Geroldseck családtól került a Strasbourgi egyházmegyébe.

## Népesség
A település népessége az elmúlt években az alábbi módon változott:
| Lakosok száma | 5260 | 5628 | 6307 | 6379 | 6521 | 7604 | 7959 | 7988 | 7952 | 8295 |
|               | 1961 | 1967 | 1974 | 1980 | 1987 | 1993 | 2000 | 2006 | 2013 | 2023 |

## Politika

### Politikai közösség
A város a megállapodott három környező településsel, hogy Zell lesz ezeknek a településeknek is a közigazgatási székhelye, az érintett községek: Biberach, Nordrach és Oberharmersbach .

### Választások
A Zell am Harmersbach önkormányzati tanácsának 18 tagja van. A 2019. május 26-i helyi választások a következő előzetes eredményhez vezettek. Az önkormányzati tanács a választott önkéntes képviselőkből és a polgármesterből, mint elnökből áll. A polgármester szavazati joggal rendelkezik az önkormányzati tanácsban.

### Polgármester
Günter Pfundstein a polgármester 2015. júniusa óta. 2015. márciusában a szavazatok 61,99% -val választották meg. Hans-Martin Moll volt a korábbi polgármester aki a 32 évig töltötte be ezt a tisztséget.

### Címer
Zell címere – "a címer alapszíne az arany, melyen egy fekete sas látható" – ez a Német-Római Birodalom címere is volt, és arra utal a címer, hogy hajdan ez egy szabad császári város volt.

### Testvértelepülések
Baume-les-Dames , Franciaország
Frauenstein, Szászország, Németország
Tuggen, Schwyz Kanton, Svájc

## Kultúra és Látnivalók

### Látnivalók
- A történelmi óváros Zell egyik nevezetességével, a Storchen (gólya) Toronnyal.
- Számos szökőkút, köztük a bolond szökőkút Zellben és a St. Gallus szökőkút Unterharmersbachban.
- A Szent Symphorian plébánia templom.
- Zarándok templom Maria zu der Ketten Unterharmersbachban.

### Múzeumok
- A Villa Haissban található Kortárs Művészeti Múzeum.
- Kerámiamúzem.
- Storchenturm-Múzeum ami a nevét adó Storchenturmban található.
- A Fekete-erdei Posta történelmi nyomdája.

### Fasend
A Zell a sváb-alemannic karnevál helyszíne, amelyet ott Fasendnek hívnak. A helyi hordó éjszakájának első írásos emlékei a 17. századból maradtak fenn. Az 1923-ban alapított Zell am Harmersbachi bolond céh tagja a sváb-alemannic bolond céhek szövetségének (VSAN). A Zell-i bolond figuráknak a ruhái különösen bonyolultak és szokatlan anyagokból készülnek: a Bändelenarro papírszalagokkal díszített ruhát visel, a Welschkornarro kukoricacsutka leveleket, a Spielkartenarro játékkártyákat visel a fejétől a lábujjig körülbelül 1800 játékkártyával van borítva, és a Schneckenhüslinarro több mint 2000 valódi csigahéjjal van borítva. Ezt a négy alakot ábrázolja a Zell-i Bolondok kútja is.

Képek a Fasendről
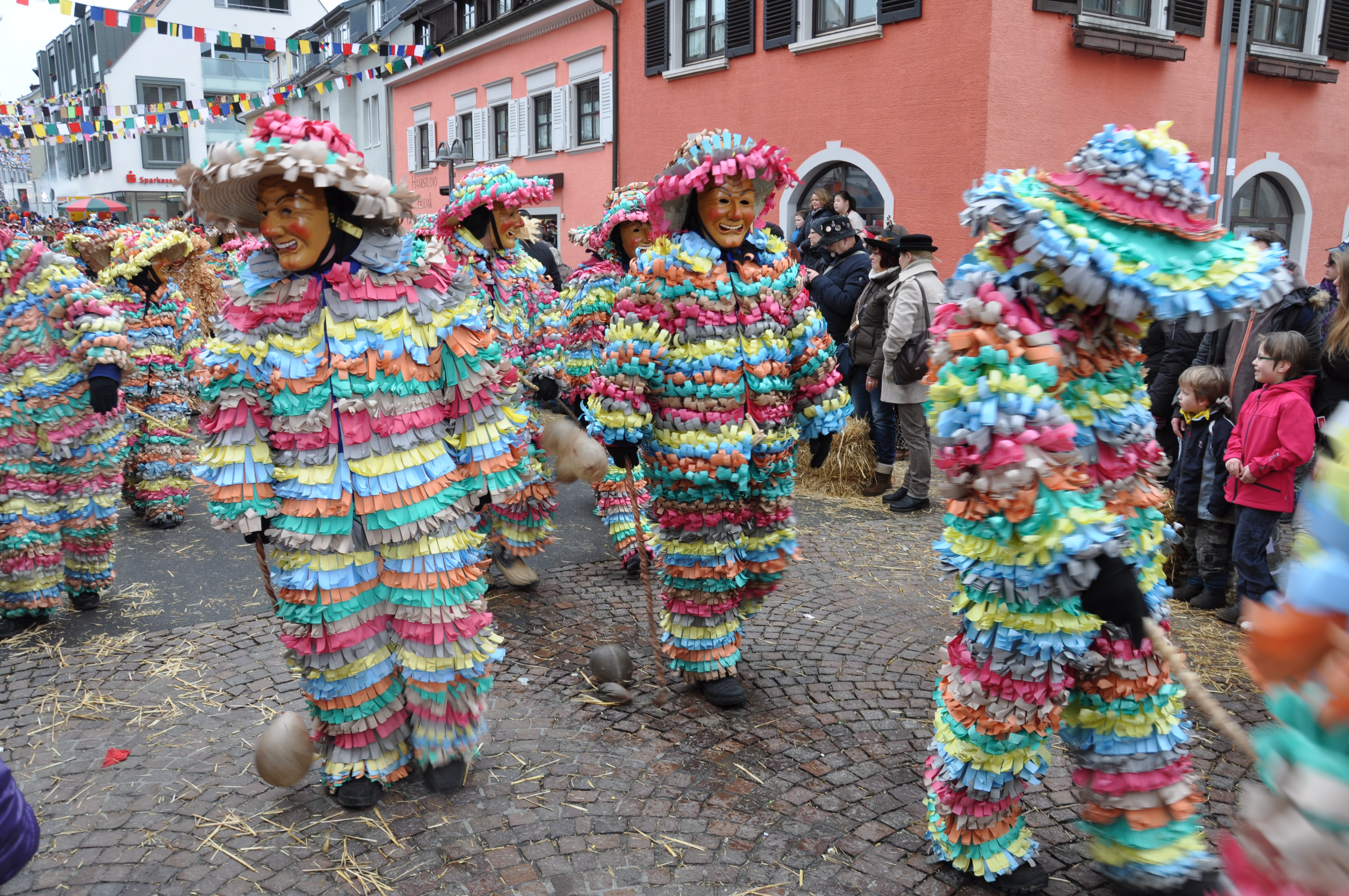
Bändelenarro
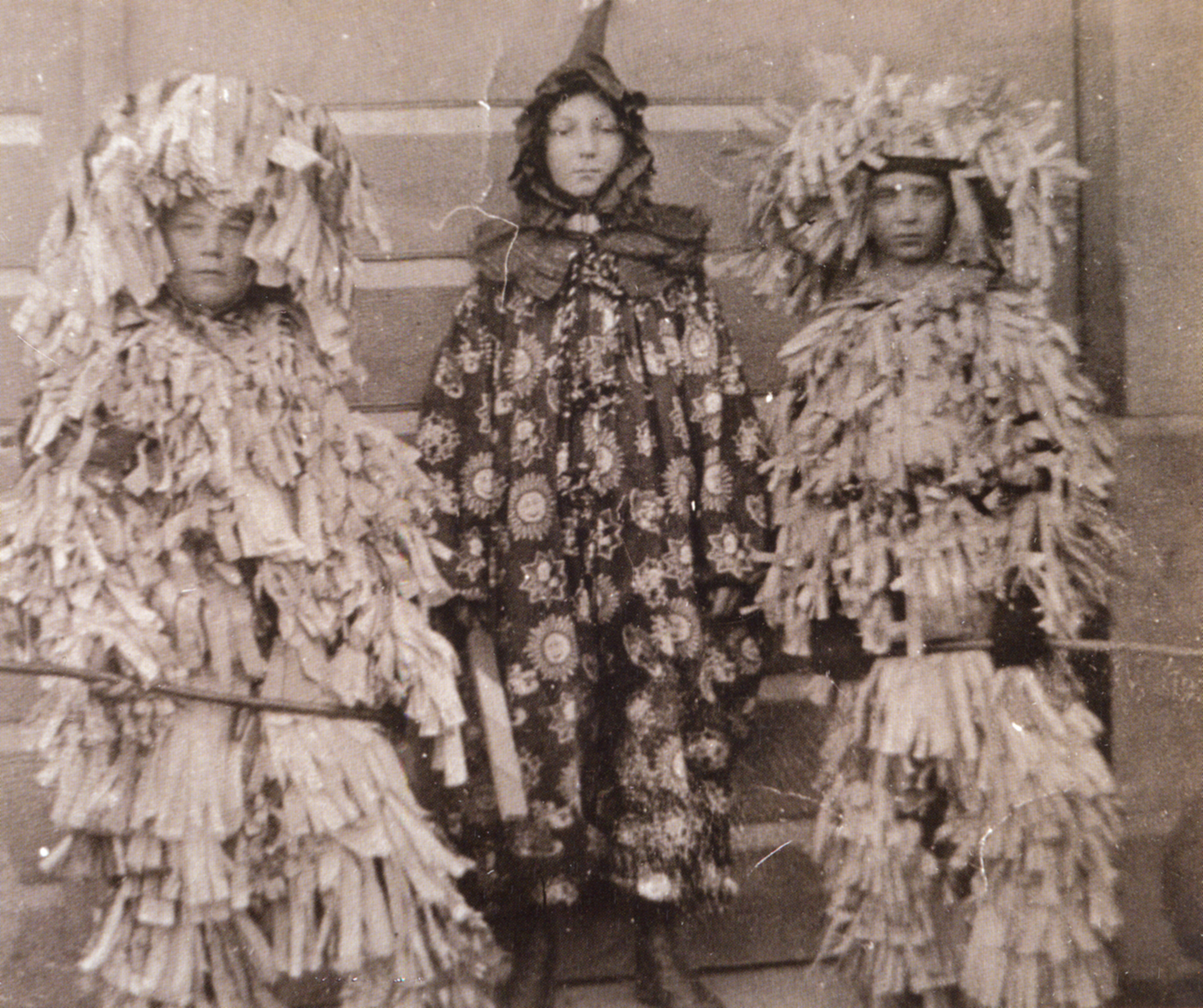
1897-es kép a Fasendről
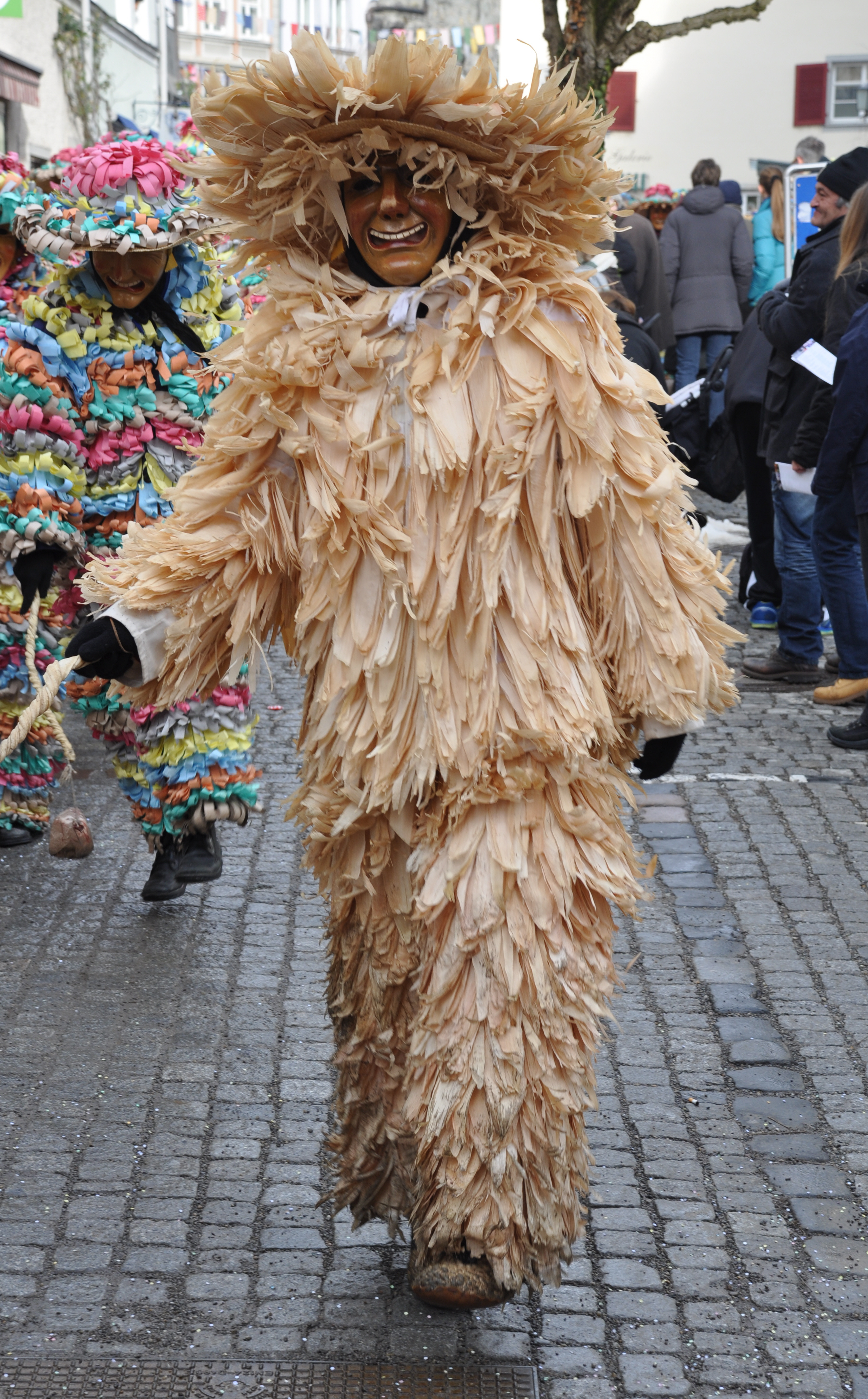
Welschkornnarro
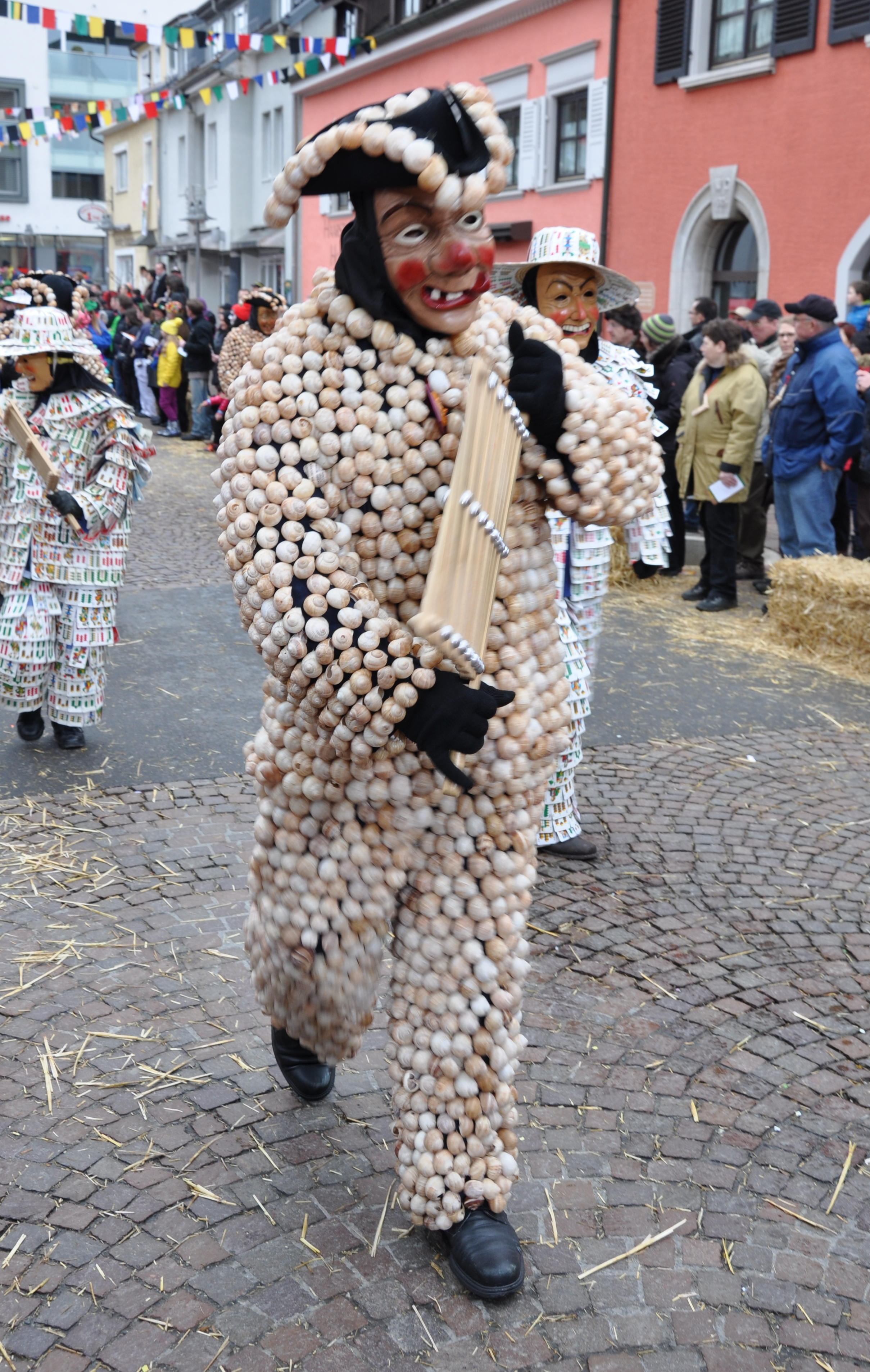
Schneckenhüslinarro (csigaháznarro)
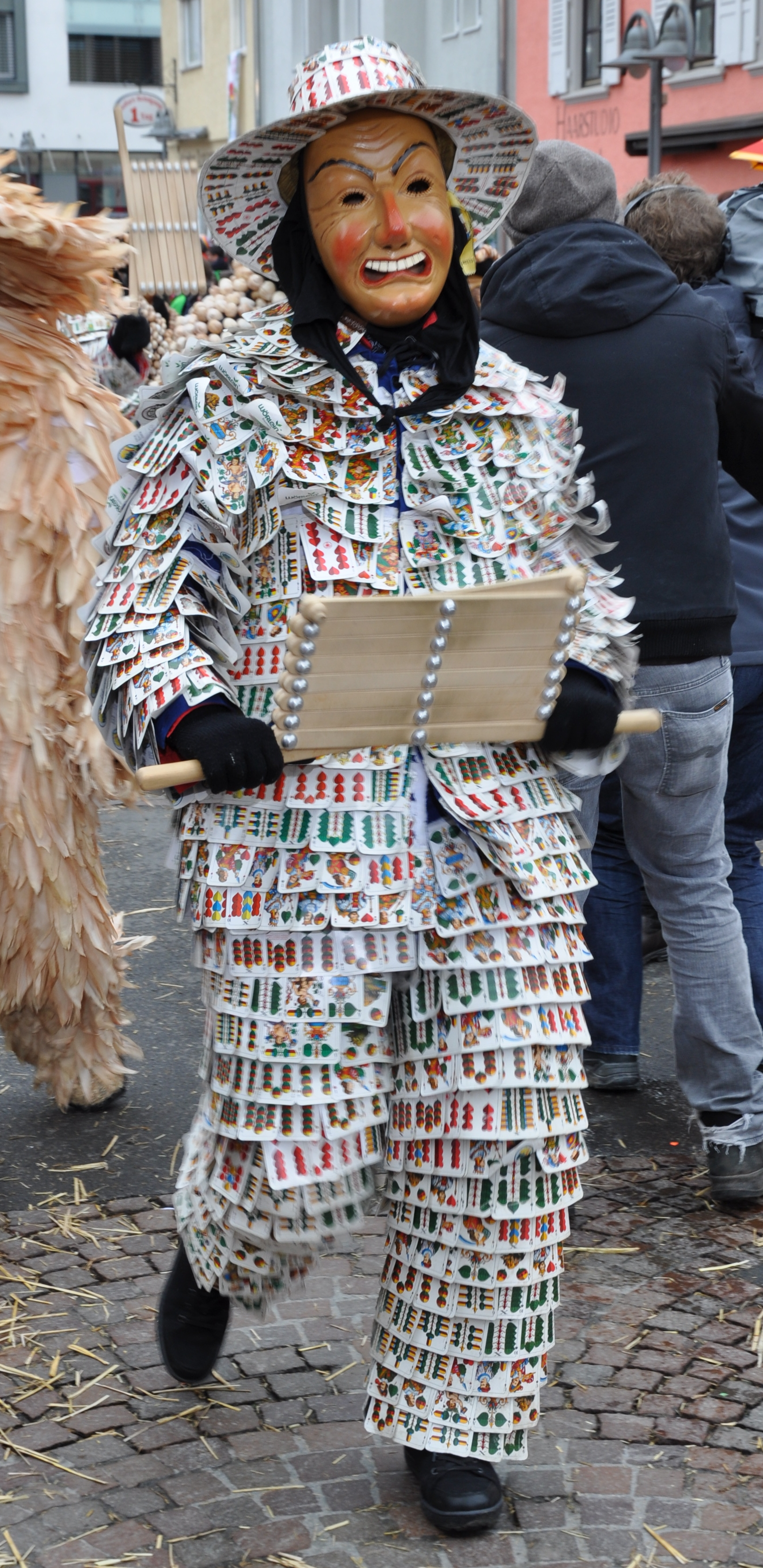
Spielkartennarro (játékkártyanarro)

## Galéria

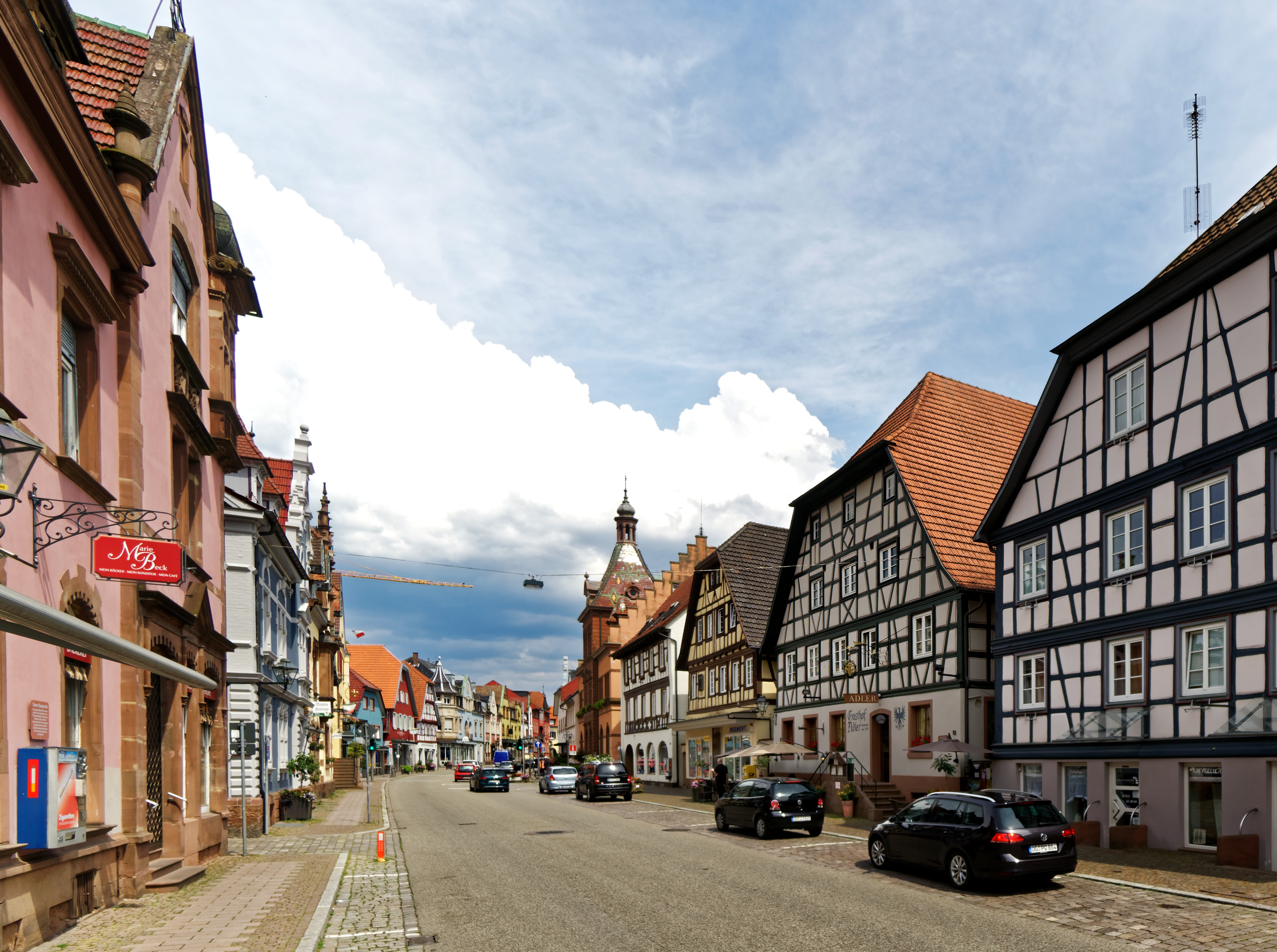
A történelmi óváros
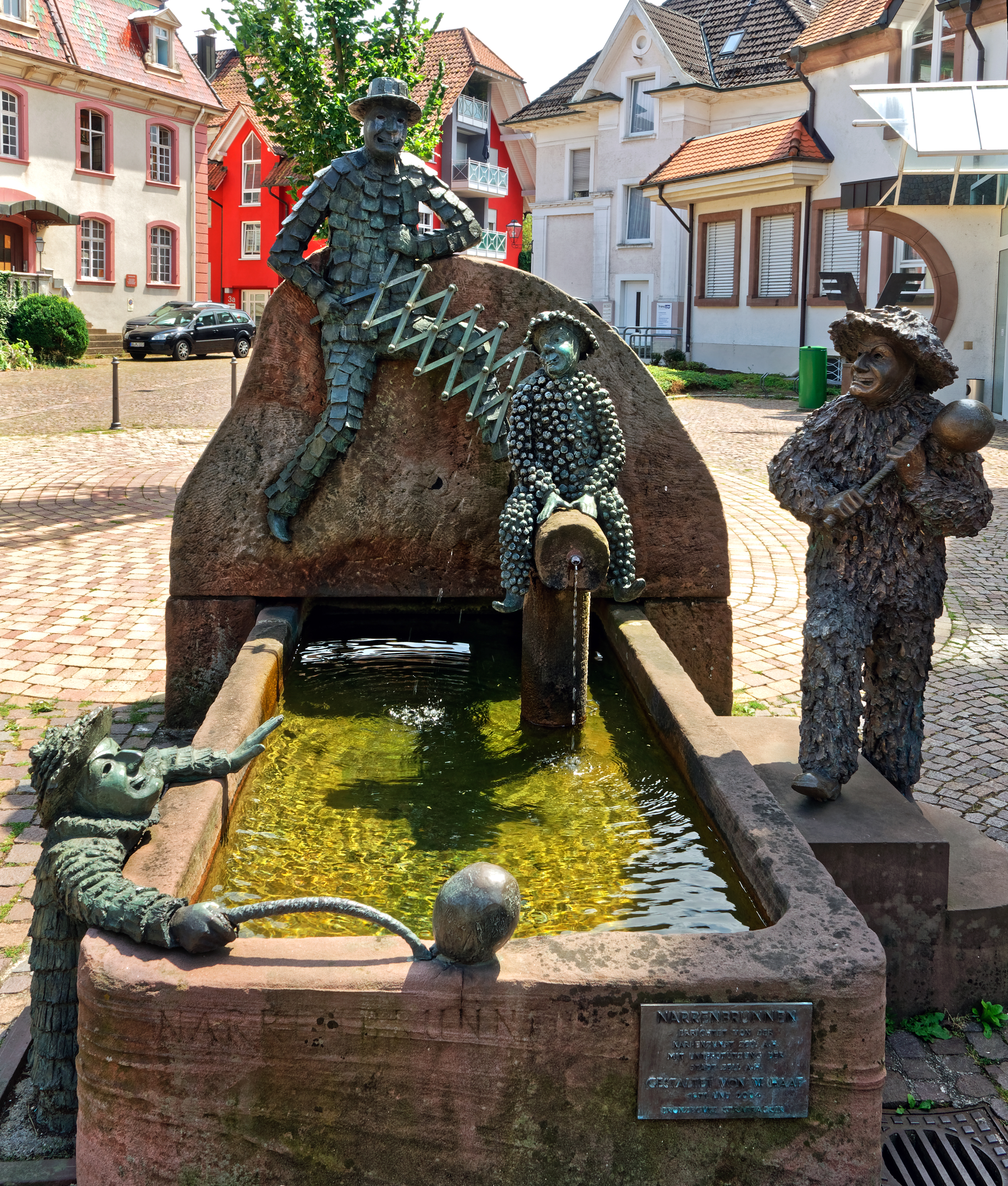
A bolondok kútja
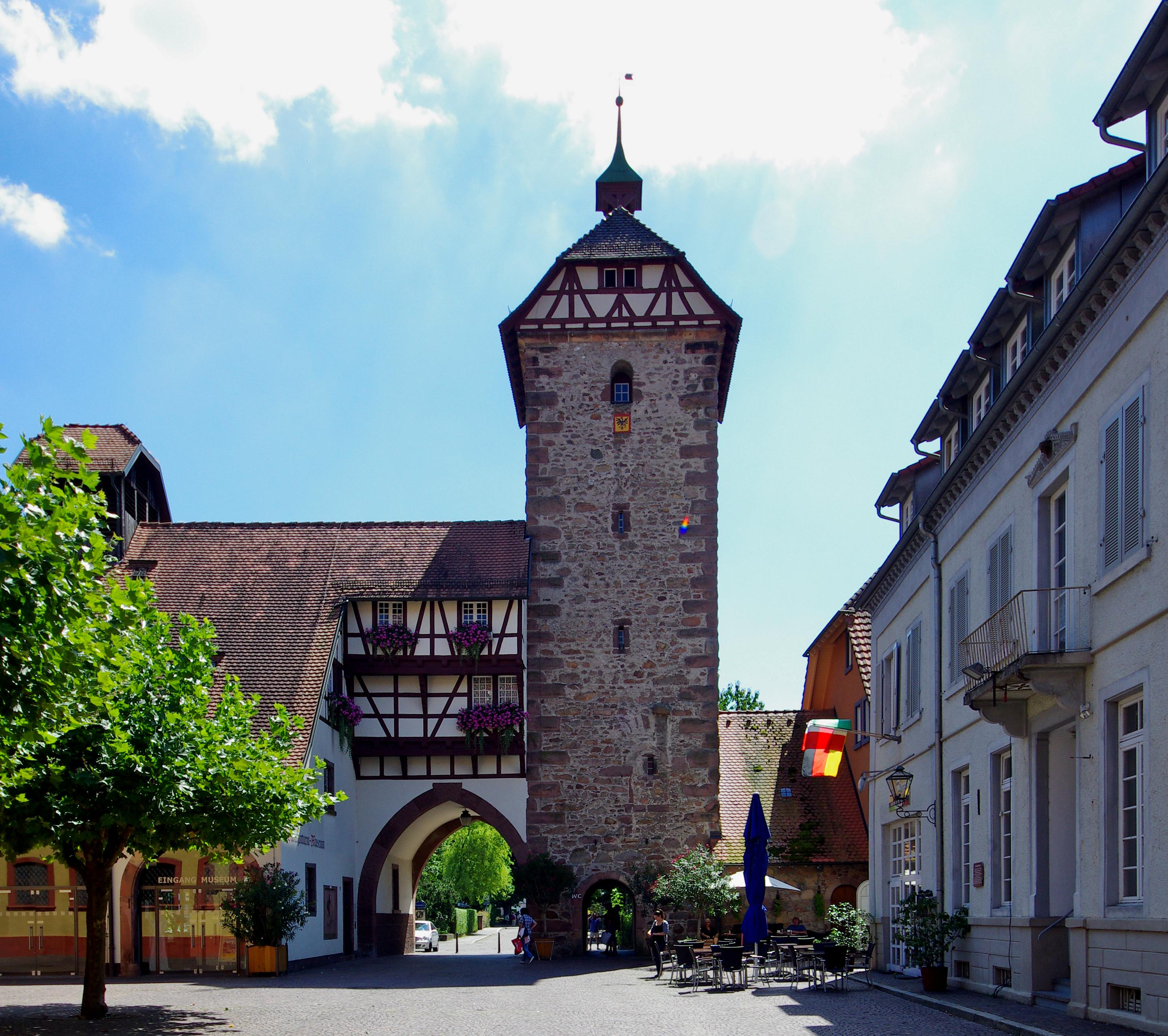
A Strochenturm (gólyatorony)
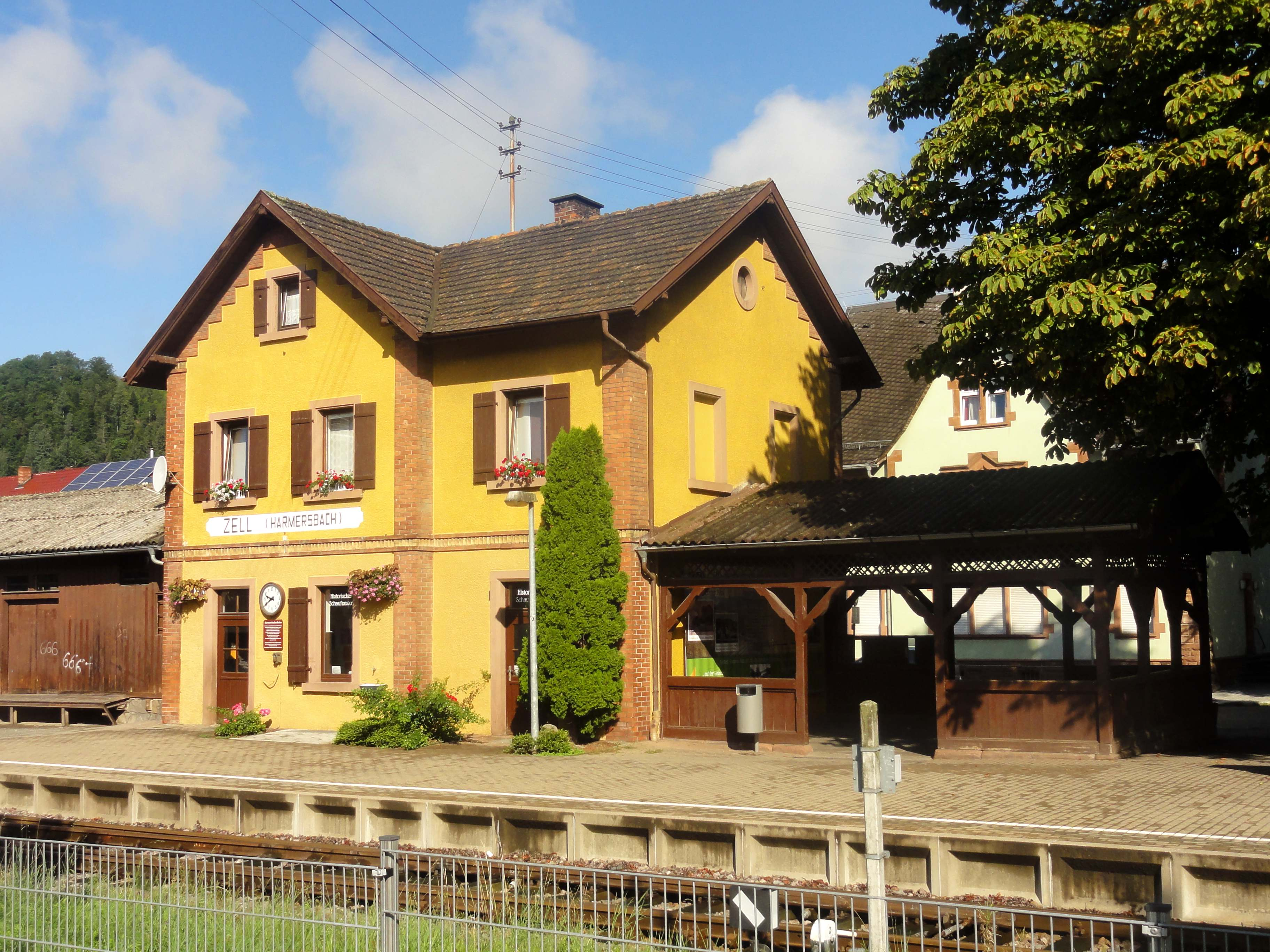
A város vasútállomása
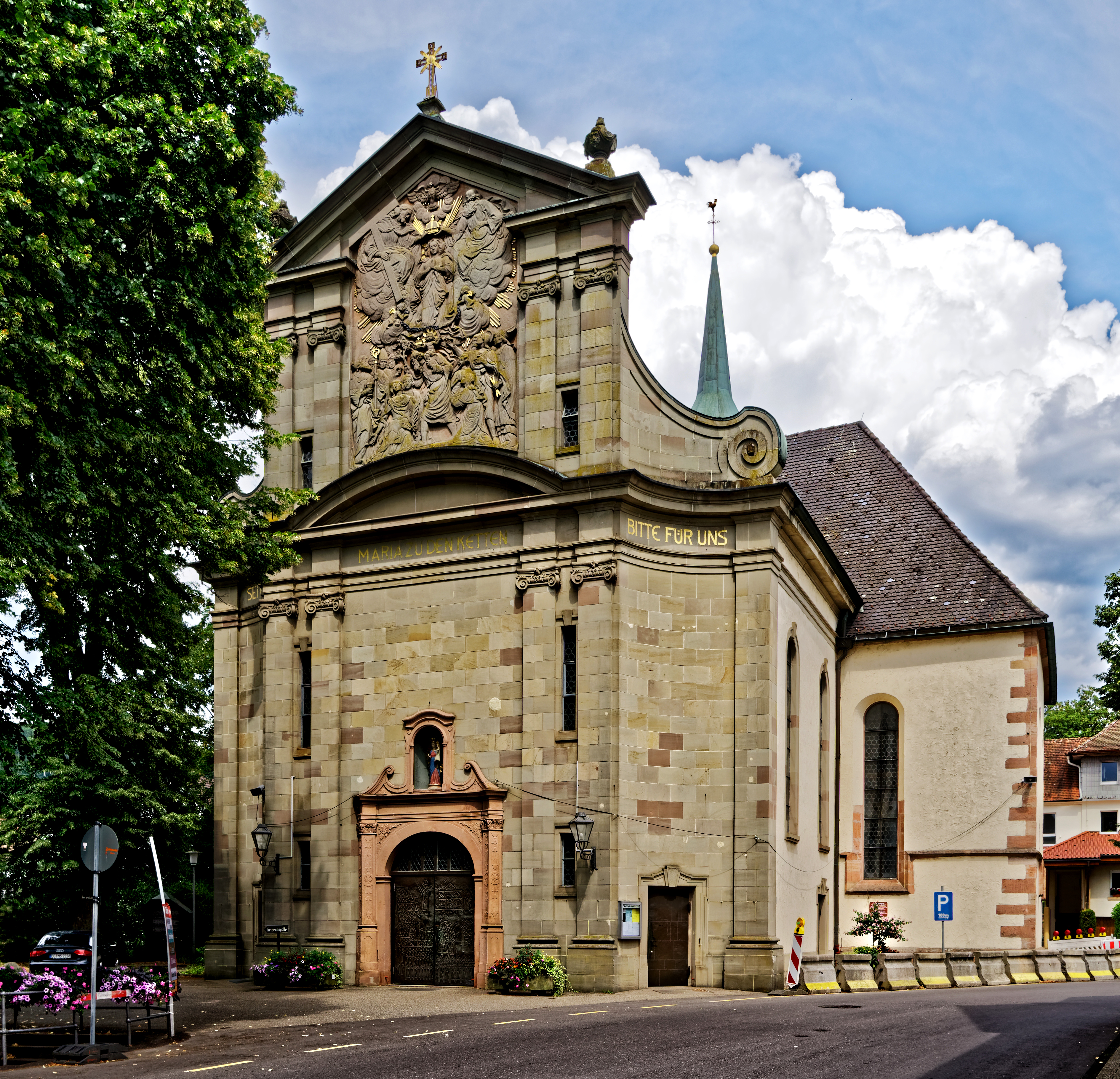
A Maria zu den Ketten Zarándoktemplom
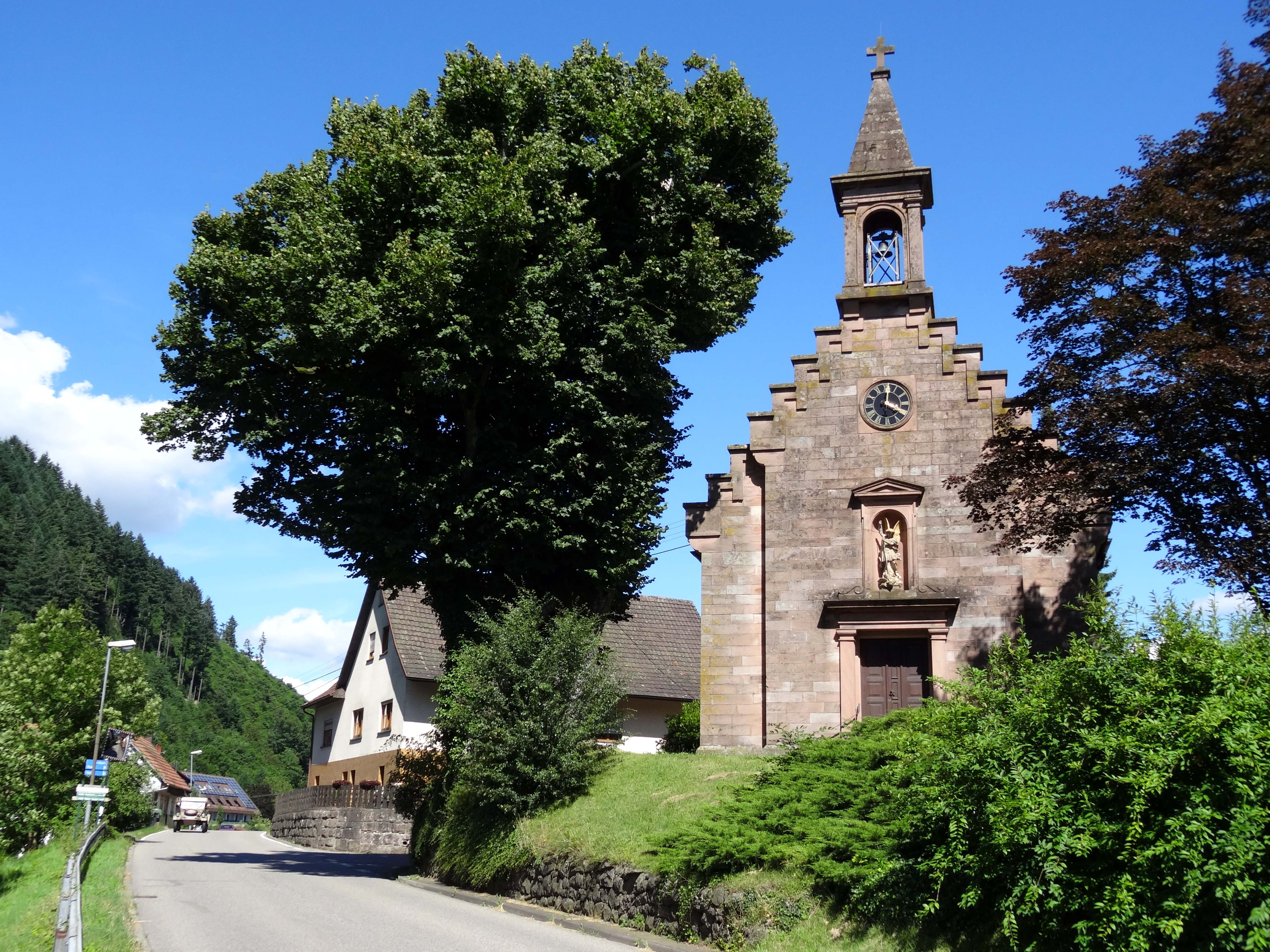
A Szent Mihály kápolna

## Híres személyek

### A város szülöttei
- Ignaz Blasius Bruder (1780–1845), hangszer és orgonakészítő
- Franz Joseph Ritter von Buß (1803–1878), politikus
- Franz Anton Schmider (1817–1891), Graf Magga-nak is hívták, porcelánművész, a Zelli Kerámia gyár alapítója
- Eduard Montford (1819–1881),Ügyvéd és hivatalos igazgatósági tag a badeni közszolgálatban 1851 óta
- Wilhelm Metz (1828–1888), Katolikus egyházi zenész, zeneszerző és orgona szakértő

## Fordítás
- Ez a szócikk részben vagy egészben a Zell am Harmersbach című német Wikipédia-szócikk fordításán alapul. Az eredeti cikk szerkesztőit és forrásait annak laptörténete sorolja fel.